# Navigateur Internet Nintendo 3DS
Le Navigateur Internet Nintendo 3DS est un navigateur web conçu pour la Nintendo 3DS. Il a été disponible par l'intermédiaire d'une mise à jour du firmware le 6 juin 2011 en Amérique du Nord et le 7 juin 2011 en Europe et au Japon.

## Fonctionnalités
Le navigateur ne fonctionne pas comme un logiciel classique mais en tant qu'une application qui peut être utilisée pendant qu'une autre est suspendue en arrière-plan. Le navigateur est principalement contrôlé par le stylet, mais peut l'être aussi en utilisant le Joystick ou là croix directionnelle pour faire défiler les liens sur la page.
Le navigateur prend en charge les normes HTML, CSS, JavaScript, certains éléments de l'HTML5 et les Canvas mais ne prend pas en charge le  Flash et les fichiers vidéo et audio (sauf sur New 3DS). Il peut également afficher des images 3D avec l'extension .MPO sur l'écran supérieur. Il peut aussi enregistrer l'image sur la carte SD, en 2D ou en 3D. En raison d'une limitations de la mémoire, les grandes pages peuvent ne pas être affichées entièrement.
L'utilisateur sera en mesure de choisir entre le moteur de recherche Google et celui de Yahoo. Il y a une option d'habillage du texte pour automatiquement ajuster le texte à la largeur de l'écran, ce à différents niveaux de zoom. Les utilisateurs peuvent également créer au maximum 64 signets sur la 3DS et 99 signets pour la New 3DS. Jusqu'à 32 pages (99 pour la New 3DS) peuvent être stockées dans l'historique du navigateur avant que les éléments les plus anciens commencent à être remplacés.
Le navigateur est basé sur NetFront NX v1.0, qui utilise le moteur de rendu Webkit, utilisé notamment par Google Chrome et Apple Safari.

Ce navigateur est désormais plus ou moins obsolète : En effet, il ne supporte que très partiellement certaines fonctionnalités essentielles pour les sites web. Cela empêche notamment les pages web de se charger à 100 pour cent avec les pages plus « gourmandes » ou de se charger tout court, comme avec wikipédia.